# Balaenoptera omurai
Balaenoptera omurai és una espècie de balena de la qual no se sap gairebé res. De fet, manca fins i tot de nom vernacular. El descobriment d'aquesta balena fou anunciat a l'edició del 20 de novembre del 2003 de la revista científica Nature (426, 278-281) per tres científics japonesos, Shiro Wada, Masayuki Oishi i Tadasu K. Yamada. A l'article, els científics descriuen l'espècie com a similar al rorqual comú en aparença externa, però més petita.